# Rhododendron rhuyuenense
Rhododendron rhuyuenense är en ljungväxtart som beskrevs av Woon Young Chun och Tam. Rhododendron rhuyuenense ingår i släktet rododendron, och familjen ljungväxter. Inga underarter finns listade i Catalogue of Life.